# Baarkleed
Een baarkleed, ook pelder genoemd in Vlaanderen, is een kleed waarmee de lijkbaar en/of de doodskist bedekt worden. Het is een van de paramenten die gebruikt worden in de Katholieke Kerk.
Daar waar vroeger het baarkleed steeds zwart was, komt men thans ook witte of beige exemplaren tegen. Het baarkleed is in het midden meestal versierd met een kruis in brokaatweefsel. Het wordt vaak geleverd in een groot en een klein formaat: het klein formaat bedekt enkel de kist, terwijl het groot formaat zowel de kist als het onderstel bedekt.